# Chris Wedge
John Christian Wedge, detto Chris (Binghamton, 20 marzo 1957), è un regista, animatore e doppiatore statunitense.
Fondatore dello studio d'animazione Blue Sky Studios (1987-2021), è noto per aver diretto il primo film del franchise de L'era glaciale (2002), Robots (2005), Epic-Il mondo segreto (2013) e Monster Trucks (2017).
Nel 1998 vinse il Premio Oscar al miglior cortometraggio d'animazione con Bunny.

## Biografia
Wedge è nato a Binghamton, New York. Si interessò all'animazione quando aveva 12 anni: "Allora, c'era uno speciale televisivo sui bambini che facevano animazioni ritagliate in un seminario - come ricordo era il seminario sulla palla gialla - era una tecnica chiara per ho seguito e l'ho seguito. Questo mi ha affascinato e mi ha fatto iniziare. Era così semplice, efficace e magico nei risultati e mi sono bloccato con la creazione di cose durante la mia infanzia, l'adolescenza e poi il college".
Ha frequentato la Fayetteville-Manlius High School, laureandosi nel 1975. Successivamente ha conseguito un master in computer grafica e educazione artistica presso l'Ohio State University. Ha insegnato animazione alla School of Visual Arts di New York City, dove strinse amicizia con Carlos Saldanha, da cui nacque una longeva collaborazione lavorativa.

## Carriera
Nel 1982, Wedge ha lavorato per lo studio di effetti speciali MAGI/SynthaVision, con il quale ha collaborato al film Disney Tron. Wedge è cofondatore e vicepresidente dello sviluppo creativo dei Blue Sky Studios, uno dei principali studi di animazione al computer. Negli anni '90, lui e il suo studio hanno lavorato agli effetti CGI per i film Alien - La clonazione e Titan A.E.
Nel 1998 ha vinto un Premio Oscar al miglior cortometraggio d'animazione Bunny. Nel 2002, ha diretto il primo film animato al computer di Blue Sky Studios L'era glaciale e figura come produttore esecutivo per i suoi sequel. Doppia anche Scrat nella serie di film, interpretando  gli squittii e gli strilli del personaggio in tutte le sue apparizioni. Nel 2005, ha diretto Robots, basato su una storia che ha creato con William Joyce. Nel 2007, Wedge avrebbe dovuto dirigere il film Hugo Cabret, ruolo poi riassegnato a Martin Scorsese. Nel 2013 ha seguito Epic - Il mondo segreto, liberamente ispirato al libro di Joyce. Nel 2017, dirige il film Monster Trucks, il suo primo progetto live-action.
Nel 2019, la Disney acquista la 20th Century Fox e, di conseguenza, anche i Blue Sky Studios.

## Filmografia

### Regista

#### Lungometraggi
- L'era glaciale (Ice Age) (2002) - co-regia con Carlos Saldanha
- Robots (2005) - co-regia con Carlos Saldanha
- Epic - Il mondo segreto (Epic) (2013)
- Monster Trucks (2017)

#### Cortometraggi
- Tuber's Two-Step (1985)
- Balloon Guy (1987)
- Bunny (1998)

### Produttore esecutivo

#### Lungometraggi
- L'era glaciale 2 - Il disgelo (Ice Age: The Meltdown), regia di Carlos Saldanha (2006)
- Ortone e il mondo dei Chi (Dott. Seuss's Hortons Hears a Who!), regia di Jimmy Hayward e Steve Martino (2008)
- L'era glaciale 3 - L'alba dei dinosauri (Ice Age: Dawn of Dinosaurs), regia di Carlos Saldanha (2009)
- Rio, regia di Carlos Saldanha (2011)
- L'era glaciale 4 - Continenti alla deriva (Ice Age: Continental Drift), regia di Steve Martino e Mike Thurmeier (2012)
- Rio 2 - Missione Amazzonia (Rio 2), regia di Carlos Saldahna (2014)
- L'era glaciale - In rotta di collisione (Ice Age: Collision Course), regia di Mike Thurmeier e Galen T. Chu (2016)
- Ferdinand, regia di Carlos Saldanha (2017)
- Spie sotto copertura (Spies in Disguise), regia di Nick Bruno e Troy Quane (2019)

#### Cortometraggi
- Gone Nutty, regia di Carlos Saldanha (2002)
- Dietro le quinte del tour di zia Fanny (Aunt Fanny's), regia di Chris Gilligan (2005)
- Una ghianda è per sempre (No Time for Nuts), regia di Chris Renaud e Mike Thurmeier (2006)
- Surviving Sid, regia di Galen T. Chu e Karen Disher (2008)
- L'era Natale (Ice Age: A Mammoth Christmas), regia di Karen Disher (2011)
- L'era glaciale - La grande caccia alle uova (Ice Age: The Great Egg-Scapade), regia di Ricardo Curtis, Steve Martino e Mike Thurmeier (2016)

### Animatore
- Tron, regia di Steven Lisberger (1982)

### Serie animate
- L'era glaciale - I racconti di Scrat (Ice Age: Scrat Tales) (2022)

## Riconoscimenti

### Premio Oscar
- 1998 – Miglior cortometraggio d'animazione per Bunny
- 2003 – Candidatura per miglior film d'animazione per L'era glaciale (Ice Age)

### Annie Awards
- 1998 – Miglior cortometraggio d'animazione per Bunny
- 2003 – Candidatura per miglior regia in un film d'animazione per L'era glaciale (Ice Age )
- 2014 – Candidatura per miglior regia in un film d'animazione per Epic - Il mondo segreto (Epic)

## Doppiaggio
- Scrat in L'era glaciale, L'era glaciale 2 - Il disgelo, L'era glaciale 3 - L'alba dei dinosauri, L'era glaciale 4 - Continenti alla deriva, L'era glaciale - In rotta di collisione e L'era glaciale - I racconti di Scrat
- Dodo in L'era glaciale.